# Znak (semiotyka)
Znak (łac. signans, fr. signifiant) – w semiotyce: obserwowalny (percypowalny) element rzeczywistości, który nie jest istotny ze względu na swoje własne cechy, ale na swoją relację do innego elementu rzeczywistości do którego się odnosi (łac. signatum, fr. signifie).
Znak to nośnik informacji, który funkcjonuje albo w oparciu o naturalną, instynktowną wiedzę człowieka wynikającą z jego funkcjonowania w środowisku dotyczącą istniejących mechanizmów przyczynowo-skutkowych np. dym – znak ognia, gorączka – znak choroby itp. i wtedy określa się go jako znak naturalny. Cechą charakterystyczną znaku naturalnego jest brak nadawcy – nawet ślad zwierzęcia na piasku nie ma nadawcy sensu stricto, ponieważ zwierzę nie było świadomym autorem komunikatu który wynikałby z pozostawionego śladu. Znaki naturalne dzielą się na równoczesne (objawy) i nierównoczesne (Ślady – jak wspomniany ślad zwierzęcia, informujący o jego obecności w danym miejscu w przeszłości. Zapowiedzi – informujące o mającym nastąpić zjawisku np. ciemne chmury jako zapowiedź deszczu).
Znak może też stanowić element lub całość świadomie sformułowanego komunikatu – mówimy wtedy o sygnale, który jest intencjonalny, posiada nadawcę i odbiorcę oraz funkcjonuje w oparciu o pewną przyjętą, umowną konwencję – dlatego też mówimy o znakach konwencjonalnych. Znajomość konwencji jest w tym wypadku czynnikiem warunkującym możliwość odbioru komunikatu. Np. w europejskim kręgu kulturowym sowa jest kojarzona z mądrością i rozwagą (zob. Sowa Ateny), może być zatem znakiem tych dwóch pojęć. Dla Egipcjanina zaś Sowa będzie znakiem śmierci i magii, której należy unikać – dlatego bez stosownego objaśnienia może on mieć problemy ze zrozumieniem, dlaczego bohaterowie Chatki Puchatka słuchają rad Sowy Przemądrzałej i darzą ją sympatią, co może rzutować na odbiór skądinąd niewinnego dzieła.
W dalszej perspektywie znaki konwencjonalne dzielą się na motywowane (ikoniczne) i niemotywowane (arbitralne). Ikoniczne opierają się na podobieństwie formy znaku oznaczającego i elementu oznaczanego, np. znak drogowy ostrzegający przed dziećmi mogącymi wtargnąć na jezdnię zawiera schematyczne wyobrażenie dwójki dzieci. Z kolei już znak drogowy zakaz wjazdu nie jest w żaden sposób powiązany formą z treścią komunikatu – przez co uznaje się go za znak arbitralny.
Do znaków arbitralnych zaliczamy również symbole – znaki umownie zastępujące określone wartości, pojęcia (np „x” i inne oznaczenia liczbowe w matematyce, kolory państw na mapach politycznych). Kulturowo symbol rozumiemy jako zjawisko (obraz, przedmiot), które odsyła nas do pewnej bardziej złożonej części rzeczywistości, która jest trudna do ujęcia w sposób bezpośredni. W tym wypadku pomimo całkowitej konwencjonalności (umowności) nie można mówić o całkowitej arbitralności – gdyż istnieje wyraźny, kulturowy sens danego symbolu, warunkujący powstawanie skojarzeń między symbolem a elementem symbolizowanym bez którego jego zrozumienie i prawidłowy odbiór jest niemożliwy.
Np. dym może być znakiem w komunikacji Indian.
Znakiem w języku (znakiem językowym) określa się elementy językowe, którym można przypisać znaczenie – wszystkie jednostki języka mające nierozerwalny związek pomiędzy swoją formą oznaczającą a treścią oznaczaną. Związek ten jest związkiem umownym wynikającym z konwencji społecznej. Nie jest to związek naturalny – jedynie w przypadku nielicznych wyrazów możemy mówić o pewnej motywacji formy (zob. np. onomatopeja). Najmniejszym znakiem językowym jest morfem, największym – cały tekst.